# اردشیر وراز
اردشیرِ وراز (پارسی میانه: Ardašīr ī Wārāz) یکی از نجیب‌زادگان ساسانی از خاندان وراز در سده سوم میلادی در زمان حکومت شاپور یکم بود.

## زندگی

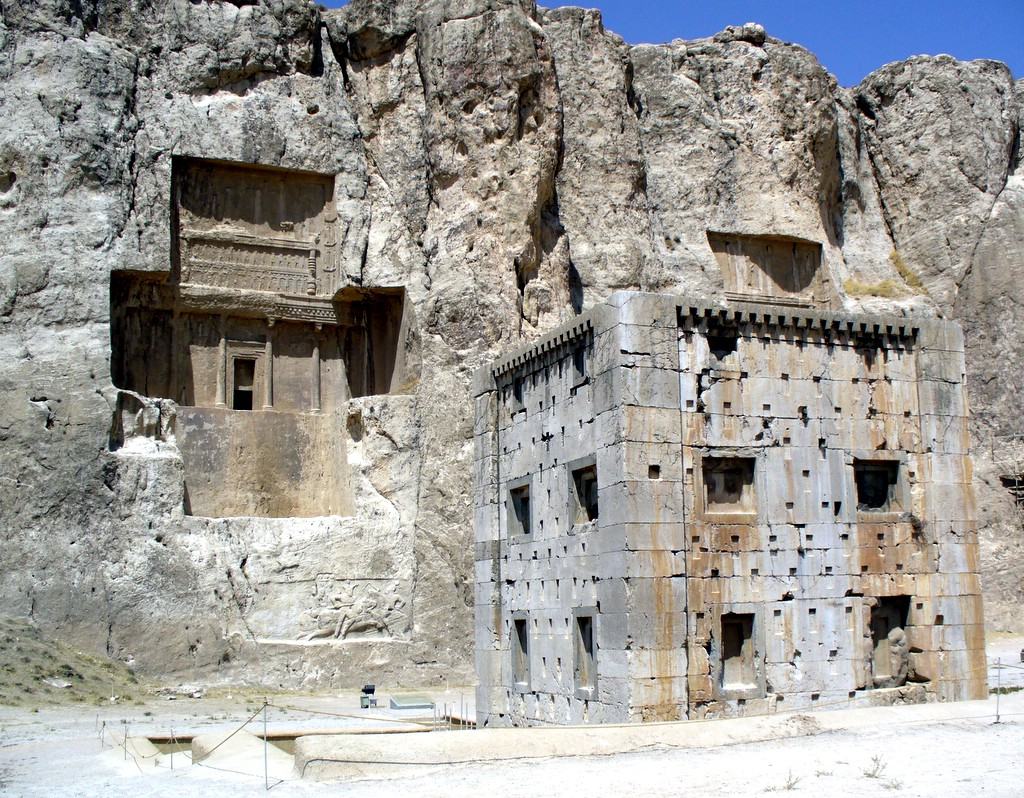
کعبه زرتشت، جایی که سنگ‌نوشته شاپور یکم حک شده‌است

از او در سنگ‌نوشته شاپور یکم بر کعبه زرتشت یاد شده‌است. او در این سنگ‌نوشته در میان ۶۷ نجیب‌زاده در رتبهٔ سی‌وهفتم قرار دارد. اطلاعات دیگری از زندگی او در دست نیست.